# Könyvek könyve
A Könyvek könyve (アニメ 親子劇場; Anime Ojako Gekidzsó; Hepburn: Anime Oyako Gekijō; angol címén Superbook vagy Animated Parent and Child Theatre) 1981-től 1982-ig futott, 52 epizódból álló keresztény, bibliai japán animesorozat, amelyet a Tatsunoko Productions készített. Az animét Higucsi Maszakazu rendezte, a forgatókönyvet Szakai Akijosi írta. Magyarországon 1992-től 1993-ig az M2 vetítette, 1997-től 1999-ig a TV2 sugározta, 2004-től 2007-ig az ATV adta.

## Történet
A sorozat főszereplői, Peepers professzor, Christopher Peepers, Joy, Borzas, a kiskutya és Gizmo, a robot egy ismeretlen utca kertes házában élnek, ahol a házban játszanak. Ám ez csak a látszat, mert hőseink valójában a Könyvek könyve, a Biblia kalandozói, akiknek a Könyvek könyve bármilyen probléma megoldására biblia történeteket ajánlhat fel. Ha épp valami bibliai történet akad, megszólal a szobájukban a Könyvek könyve, és a három jó barát otthagyva csapot-papot, majd a Könyvek könyve segítségével bibliai hadiszállása felé veszik az irányt. A Biblia fontos szereplője az Úr, aki, ha a Biblia hősei patthelyzetbe kerülnek, (és persze bűnt követnek el), az Úr megbünteti a vétkeseket...

## Szereplők
- Christopher "Chris" Peeper (Sho Asuka) – Chirs, a sorozat főhőse. Fred Peeper Professzor fia. Kissé lusta fiú, utál iskolába járni, néha hanyagolja a házi munkáját és a házi feladatát. A bibliás kalandjai során, folyamatosan javul a hozzáállása a tanuláshoz és a dolgozáshoz.
- Joy (Azusa Yamato) – Chris szomszédja és egyben a legjobb barátnője.
- Kan Pepper – Fred Peeper Professzor öccse, Chris nagybátyja és Uriah apja.
- Uriah Peeper (Yuu Asuka) – Chris unokatestvére.
- Fred Peeper Professzor (Professor Fred Peeper) / (Professor Asuka) – Egy különleges tudós, aki Chirs apja.
- Gizmo (Zenmaijikake) – Chris felhúzható kulccsal működő játékrobotja.
- Borzas (Ruffles) / (Kikyomu) – Chris borzas szőrű yorkshire terrier kiskutyája.

## Magyar hangok
- Mesélő – Versényi László
- Frederic "Fred" Peeper professzor – Szersén Gyula
- Christopher "Chris" Peeper – Bor Zoltán
- Christopher Peeper anyukája – Kiss Erika
- Joy, Christopher jó barátja – Detre Annamária
- Gizmo, a robot – Rátonyi Róbert (1. évad, 1992), Éles István (2. évad, 1993)
- Uriás – Csellár Réka
- Az Úr – Sinkovits Imre
- Ádám – Rubold Ödön
- Éva – Götz Anna
- Kígyó – Paudits Béla
- Káin – Balázs Péter
- Ábel; Ken Peeper – Józsa Imre
- József, a kis Jézus apja – Végvári Tamás
- Mária, a kis Jézus anyja – Détár Enikő
- Noé; Jób – Kenderesi Tibor
- Sátán – Szombathy Gyula
- József, Egyiptom kormányzója – Kassai Károly
- Mózes – Tolnai Miklós
- Ehud – Sinkovits-Vitay András
- Jézus Krisztus – Csernák János
- Szűz Mária – Kökényessy Ági
- Kajafás főpap – Makay Sándor
- Saul – Szokolay Ottó
- Júdás – Kránitz Lajos
- Jónás – Huszár László
- Natan – Pusztai Péter

- További magyar hangok (első-két évadban): Ábrahám Edit, Antal László, Balogh Emese, Bodor Tibor, Bognár Zsolt, Botár Endre, Buss Gyula, Cs. Németh Lajos, Cseke Péter, Dengyel Iván, Gruber Hugó, Horkai János, Huszár László, Izsóf Vilmos, Juhász Jácint, Kárpáti Tibor, Kassai Károly, Kenderesi Tibor, Kiss Gábor, Konrád Antal, Kovács István, Kökényessy Ági, Kránitz Lajos, Lesznek Tibor, Lux Ádám, Makay Sándor, Móni Ottó, Némedi Mari, Orosz István, Salinger Gábor, Schnell Ádám, Simon György, Simonyi Balázs, Simorjay Emese, Sinkovits-Vitay András, Somlai Edina, Sörös Sándor, Szabó Éva, Szokol Péter, Szokolay Ottó, Szoó György, Ujréti László, Várnagy Katalin, Zsolnai Júlia
- További magyar hangok (1. évadban): Andresz Kati, Beratin Gábor, Both András, Csikos Gábor, Détár Enikő, Fehér Anna, Feleki Sári, Felföldi László, Kaló Flórián, Komlós András, Kéry Gyula, Koncz István, Lippai László, Pethes Csaba, Rácz Géza, Somogyvári Pál, Surányi Imre, Uri István, Végvári Tamás, Vogt Károly
- További magyar hangok (2. évadban): Balázsi Gyula, Bata János, Dimulász Miklós, Dunai Tamás, Fazekas István, Halász Aranka, Holl Nándor, Jakab Csaba, Jakus Ádám, Kerekes József, Koroknay Géza, Kristóf Tibor, Magda Gabi, Mányai Zsuzsa, Mikula Sándor, Perlaki István, Pregitzer Fruzsina, Schubert Éva, Szabó Ottó, Turgonyi Pál

## Szinkronstáb
- Magyar szöveg: Frigyes Katalin
- Hangmérnök: Kováts Gábor (1. évad, 1992), Petőházi István (2. évad, 1993)
- Rendezőasszisztens: Hornyák Mihály (1. évad, 1992), Hegedűs Krisztina (2. évad, 1993)
- Vágó: Kozma Mari
- Gyártásvezető: Nagy Zoltán
- Szinkronrendező: Dr. Márkus Éva

A szinkron a Magyar Televízió megbízásából a Rex Film Kft. műtermeiben készült.

## Epizódok

### 1. évad
1. A kezdet
2. A testvérgyilkos
3. A vízözön
4. Nehéz próba
5. Jön a menyasszony
6. Két csel
7. Valóra vált álom
8. A csodatevő bot
9. A falak leomlanak
10. Tüzes korsók
11. A legerősebb ember
12. A hűség jutalma
13. A béketűrő Jób
14. A nagy és a kis hal
15. Az első király
16. Egy igazi próféta
17. Aki legyőzte az óriást
18. Az igen bölcs ember
19. A tüzes szekér
20. Oroszlánok vermében
21. Szépséges királyné
22. Újjáépített falak
23. Az első karácsony
24. A szeretet csodái
25. Aki kijött a sírból
26. Pálfordulás

### 2. évad
1. Ábrahám és Lót
2. Szodoma bűnhődése
3. A hűség próbája
4. Szerelem első látásra
5. Apja kedvence
6. Az álmok hercege
7. A túsz
8. Újra együtt
9. Az ég küldötte
10. Az égő csipkebokor
11. Ne sújts több csapással!
12. Ne menj vissza Egyiptomba!
13. Mérges kígyók és beszélő szamár
14. Amiért érdemes harcolni
15. Megáldott bal-kéz
16. A földhözragadtak
17. Különös fogadalom
18. Aki hallja Istent
19. A legszebb ajándék
20. Az erős kis pásztor
21. Aki nagy, az nagyot esik
22. Hűség és igazság
23. Dávid király
24. Teljes dicsőségben
25. Egy gonosz királynő
26. Csak várd ki a végét!